# Izvorul lui Ștefan cel Mare
Izvorul lui Ștefan cel Mare, numit și izvorul lui Ștefan Vodă, este un monument al naturii de tip hidrologic în raionul Călărași, Republica Moldova. Este amplasat la sud-est de satul Vălcineț. Ocupă o suprafață de 0,5 ha, sau 0,72 ha conform unor aprecieri recente. Obiectul este administrat de Primăria satului Vălcineț.

## Descriere
Apa izvorăște într-un rezervor amenajat sub o mică construcție, accesul în care este interzis. O conductă transportă apa în sat. Apa poate fi colectată și în imediata apropiere a izvorului, unde se scurge dintr-o țeavă montată într-un perete de beton. Accesul spre țeavă este prevăzut cu scări de beton, care coboară spre ea din ambele părți laterale ale peretelui.
Izvorul are apă rece, este oligomineral după gradul de mineralizare și descedent de terasă din punct de vedere geologic. După compoziția chimică este un izvor cu apă hidrocarbonat-sulfatată-calciu-magnezică(HCO3–SO4; Ca–Mg). Apa este potabilă, fără miros, incoloră, neutră (pH 7,0) și nepoluată cu nitrați (doar 2,6 mg/l, ceea ce constituie 5,2% din concentrația maxim adimisă).

## Statut de protecție
Numit în cinstea domnitorului Ștefan cel Mare, izvorul este un obiect hidrologic de valoare națională. Are un debit foarte mare, de 60 l/min. Reprezintă principala sursă de apă pentru locuitorii unei mahalale din satul Vălcineț. Teritoriul adiacent este inclus uneori în traseele turistice regionale.
Izvorul este localizat într-o zonă împădurită dar și cultivată cu viță-de-vie. Pășunatul este sporadic. Se recomandă renovarea platformei de la scurgerea apei și confecționarea acolo a unui uluc, dar și insalarea unui panou informativ.

## Galerie de imagini

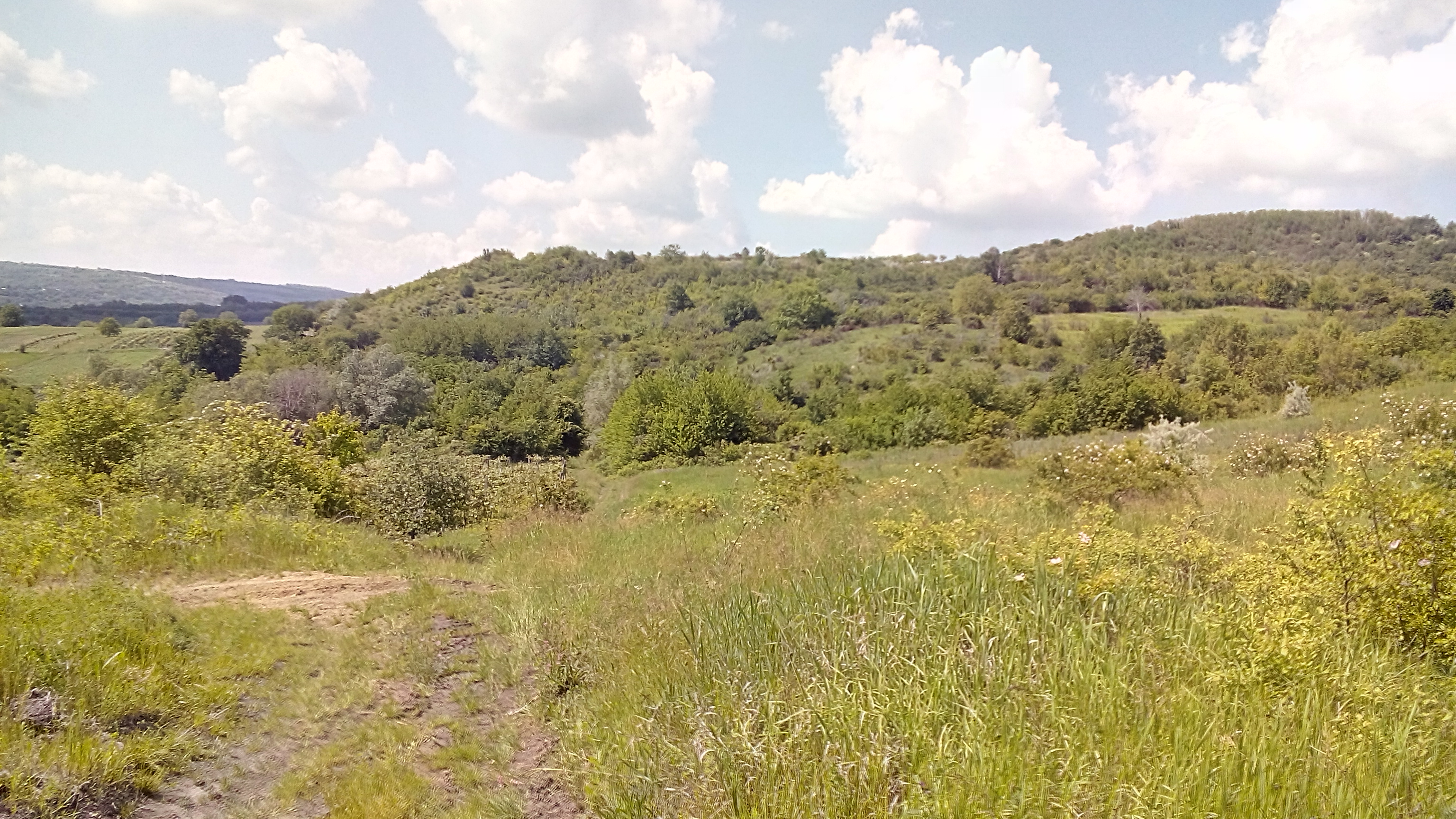
Împrejurările
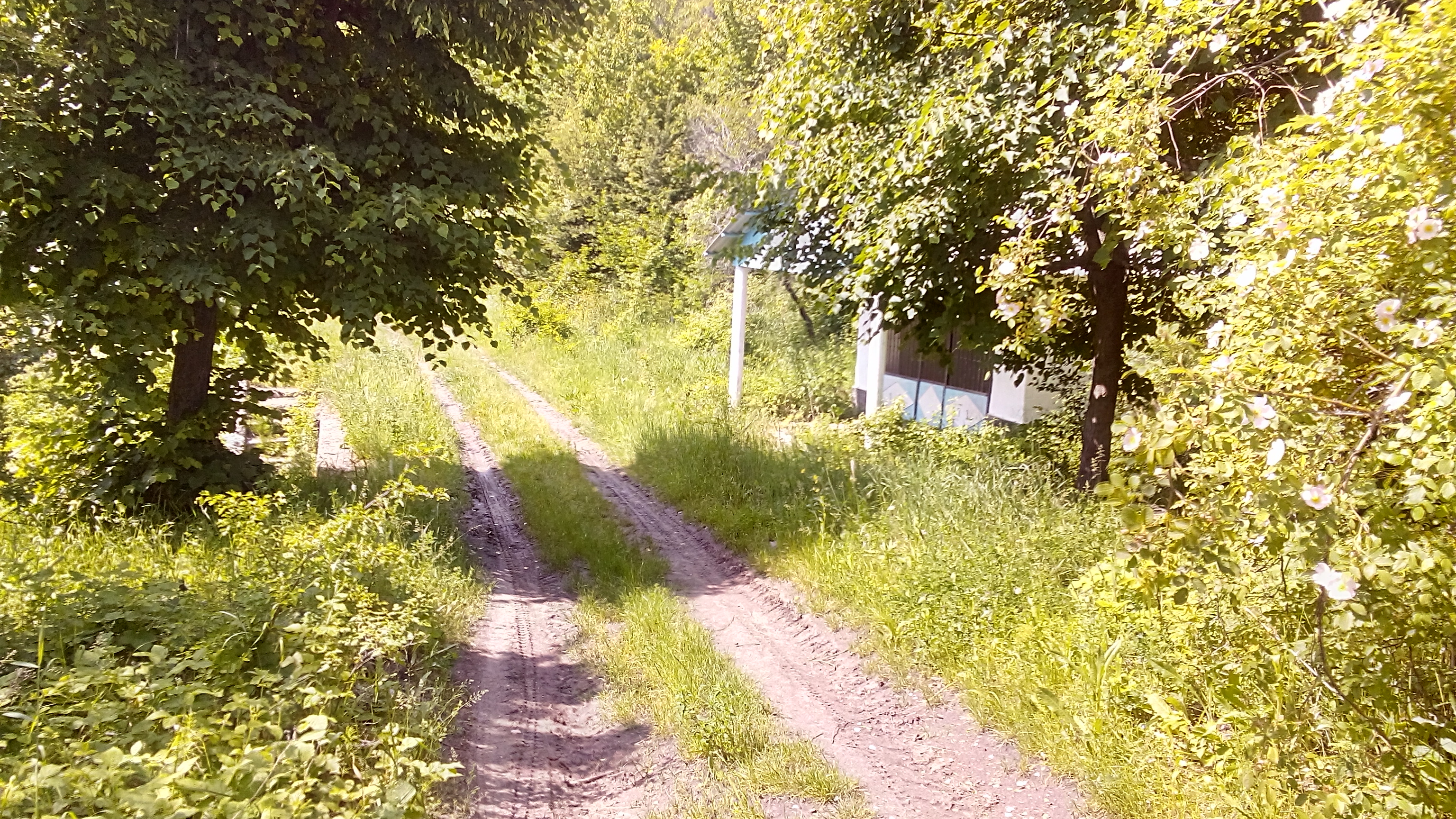
Drum de acces
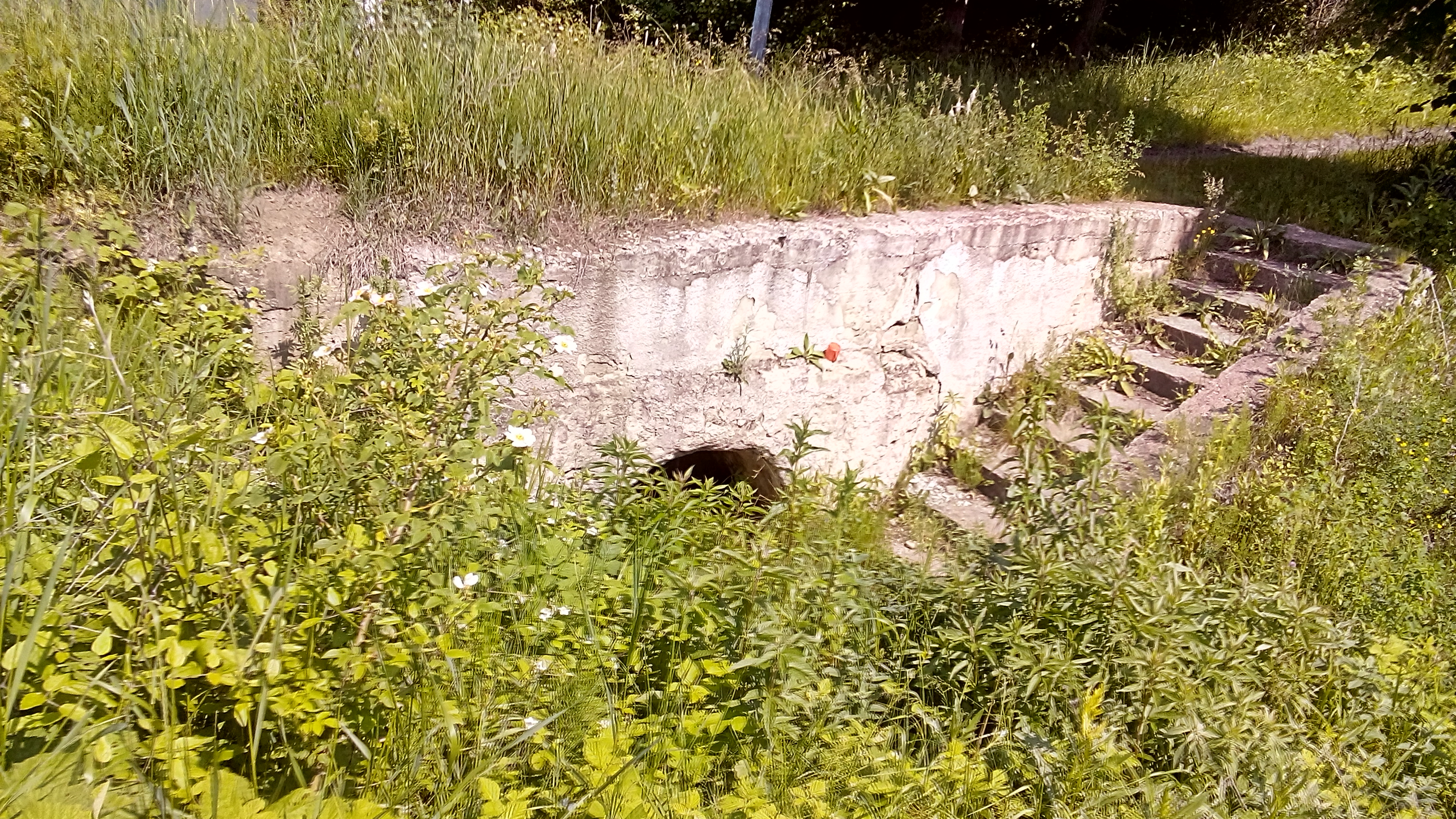
Scări spre izvor
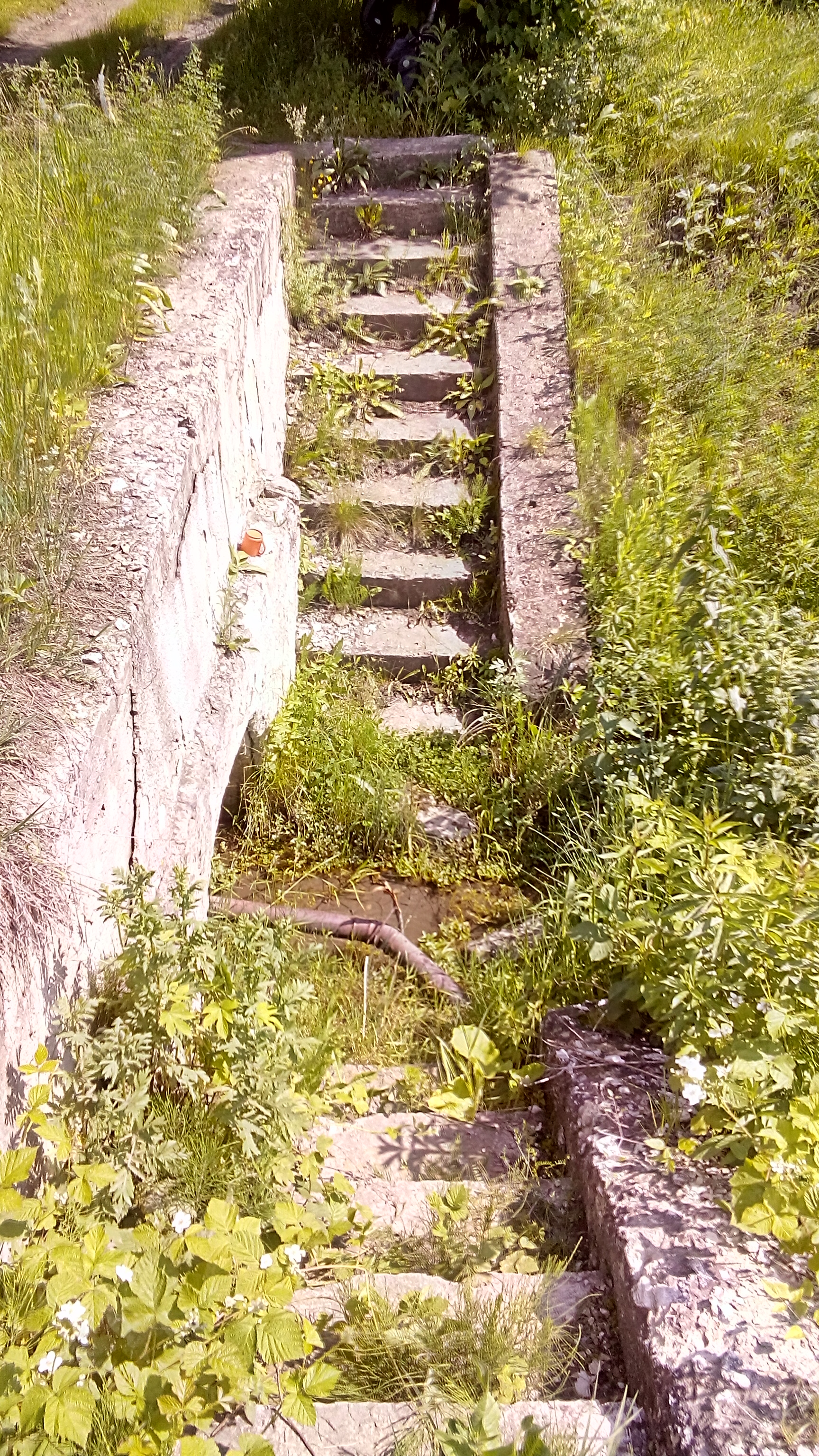
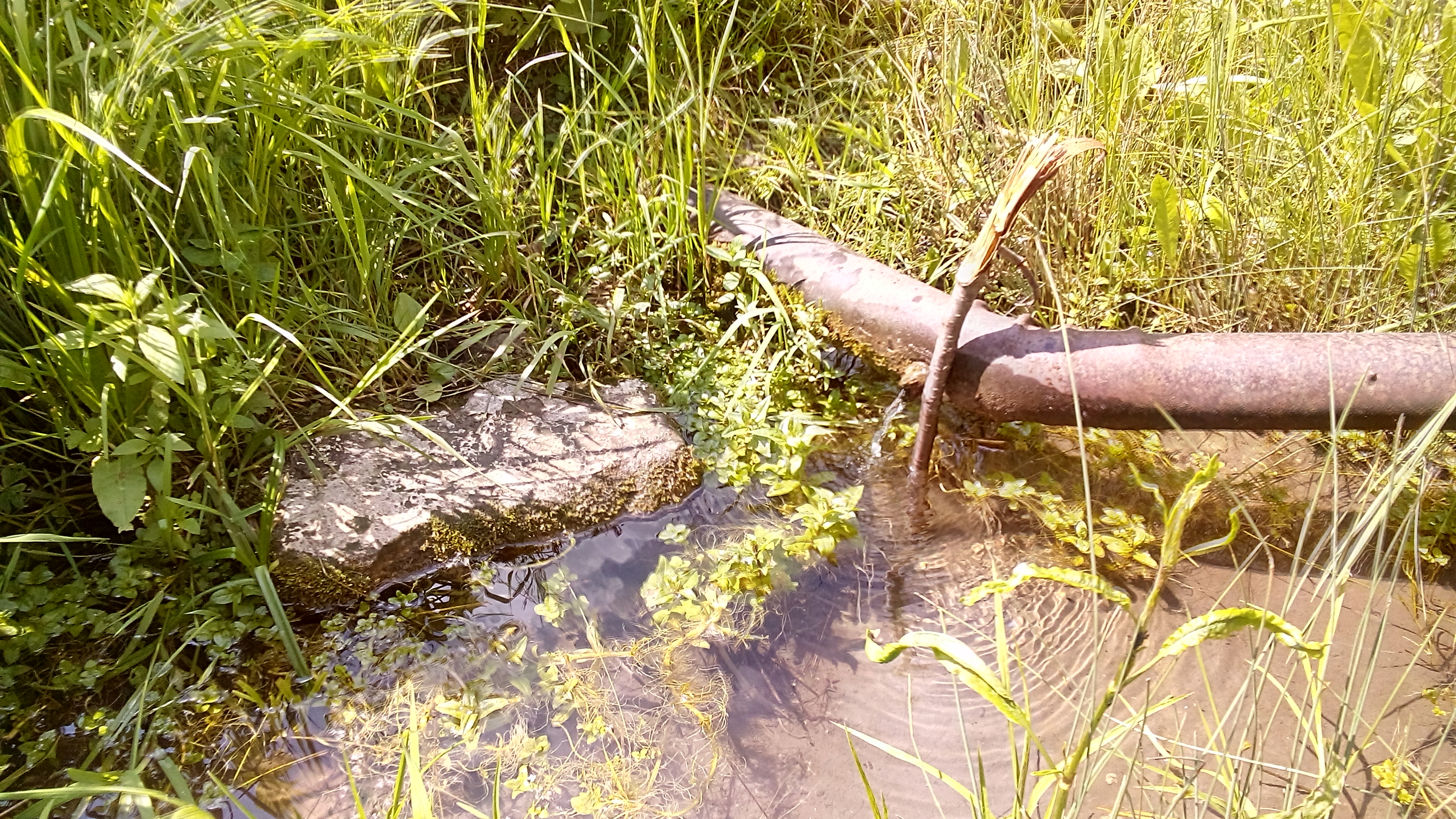
Izvorul propriu-zis
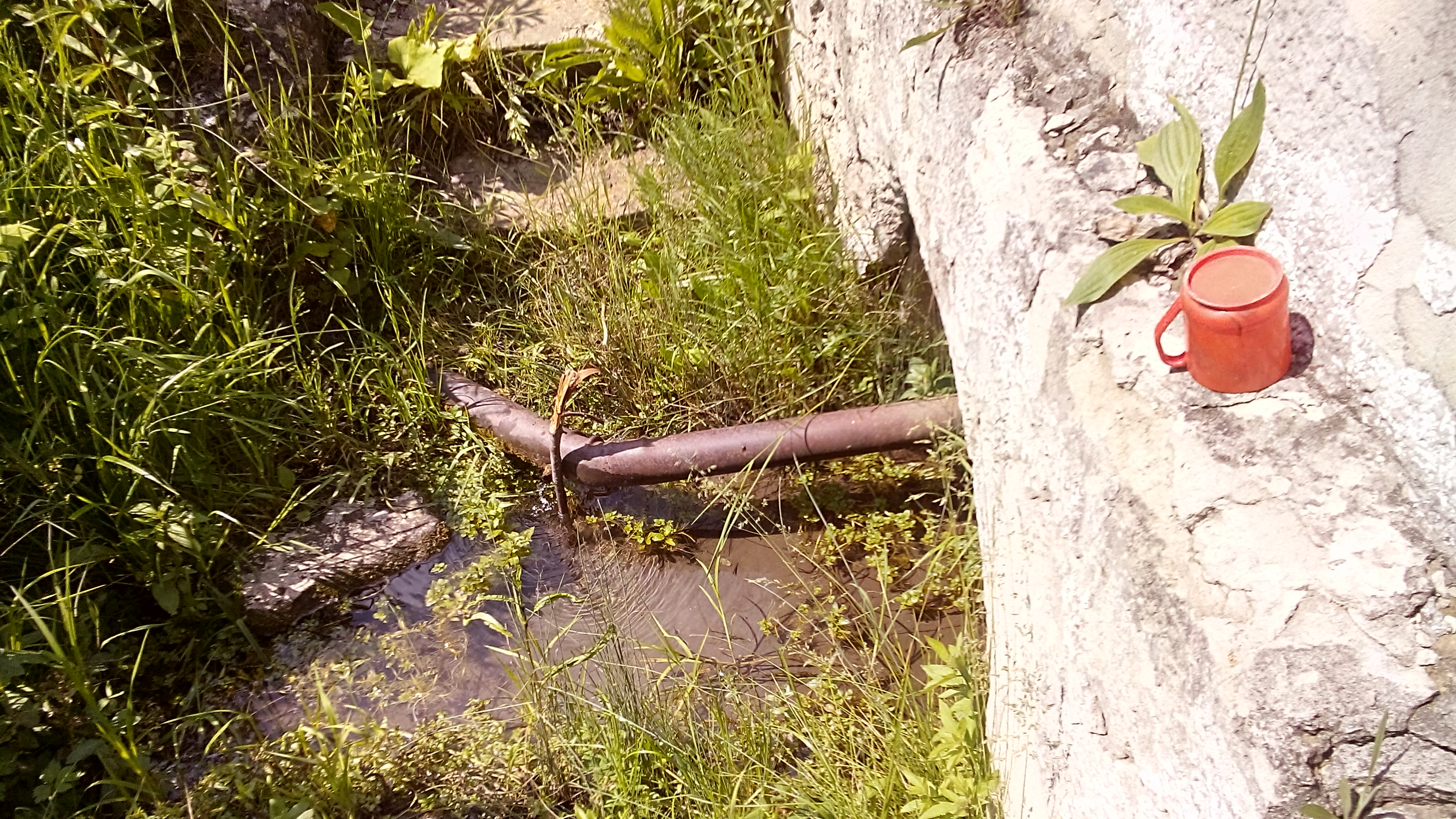
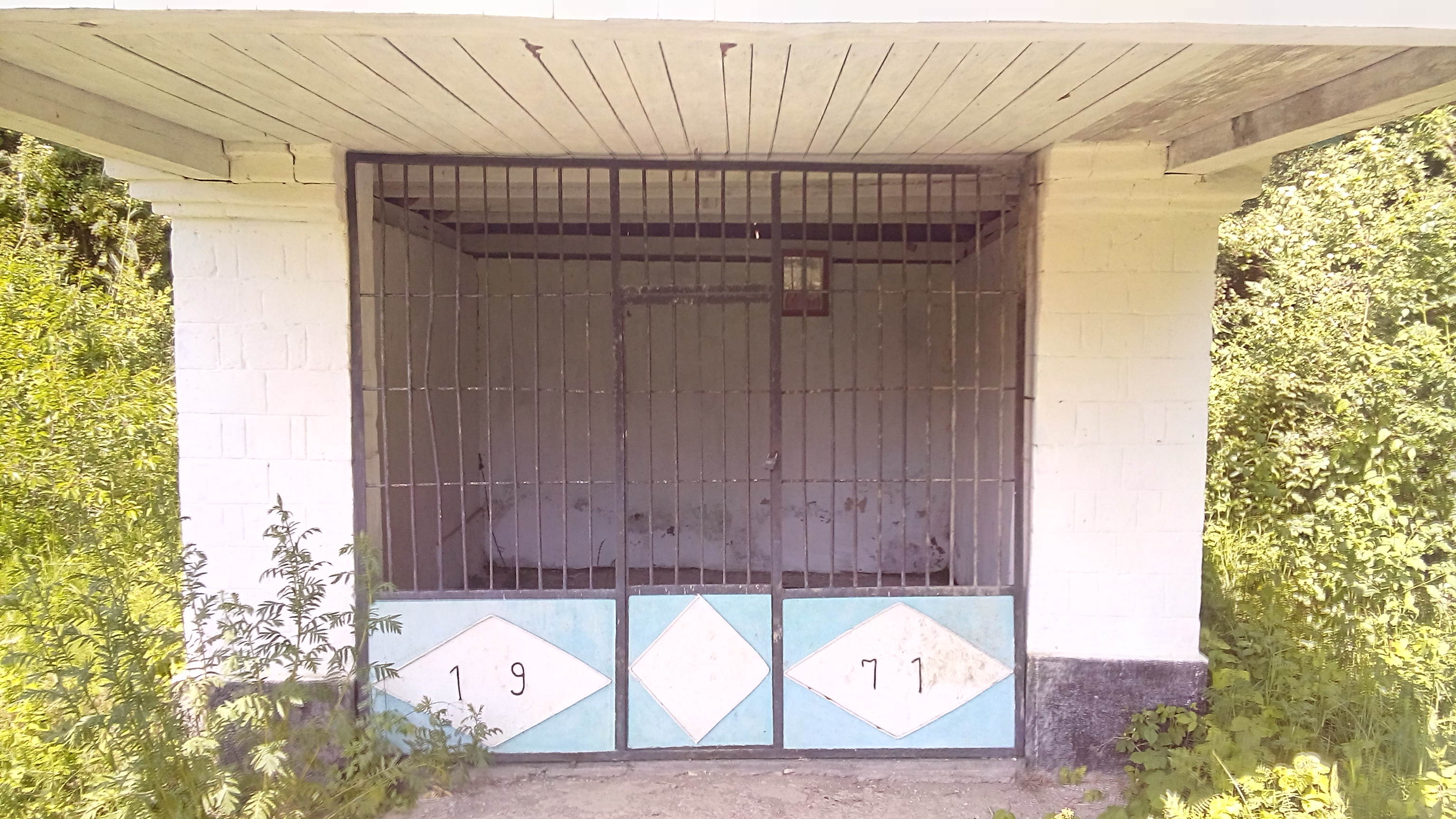
Construcția de lângă izvor
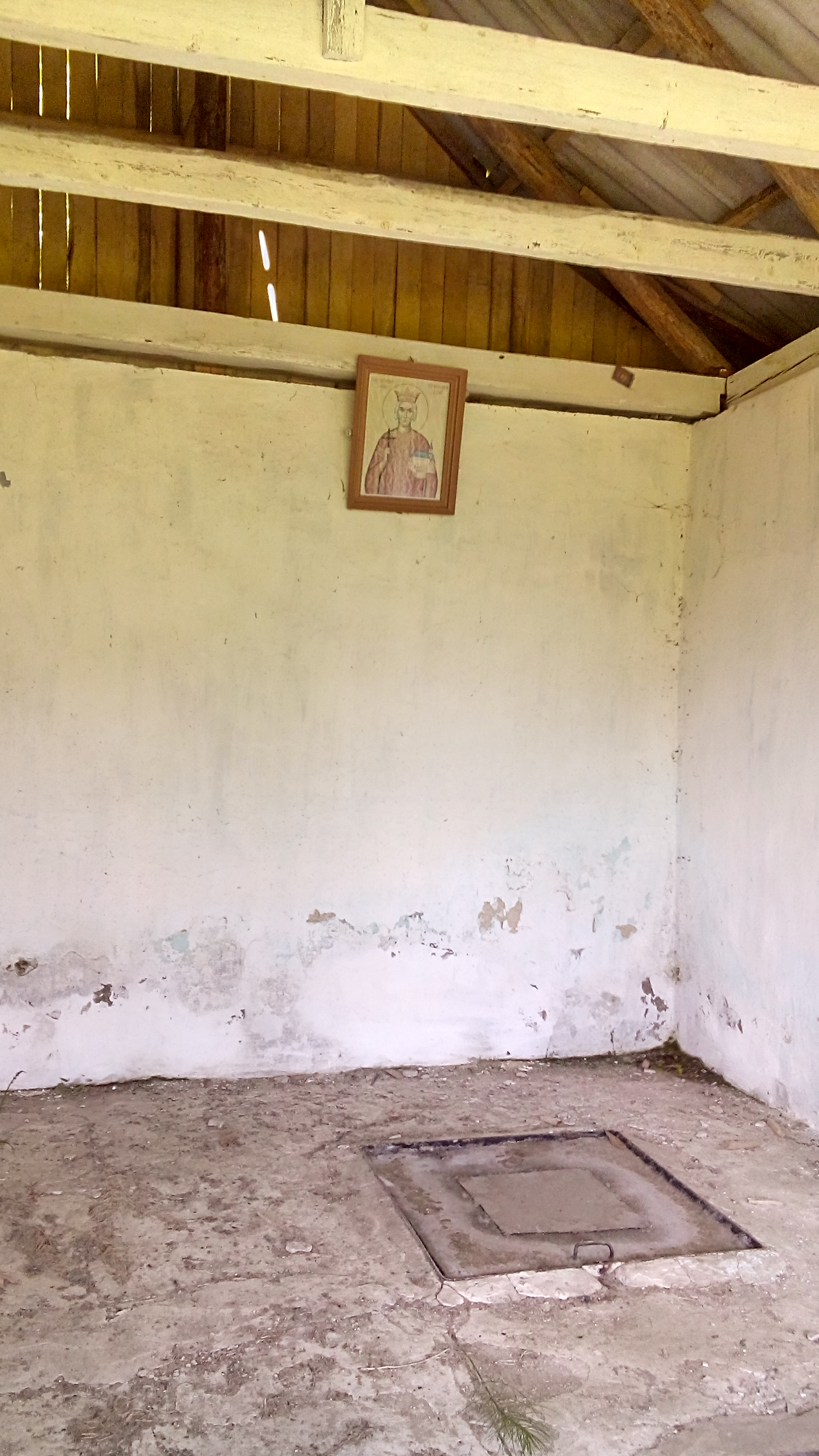
Interiorul construcției
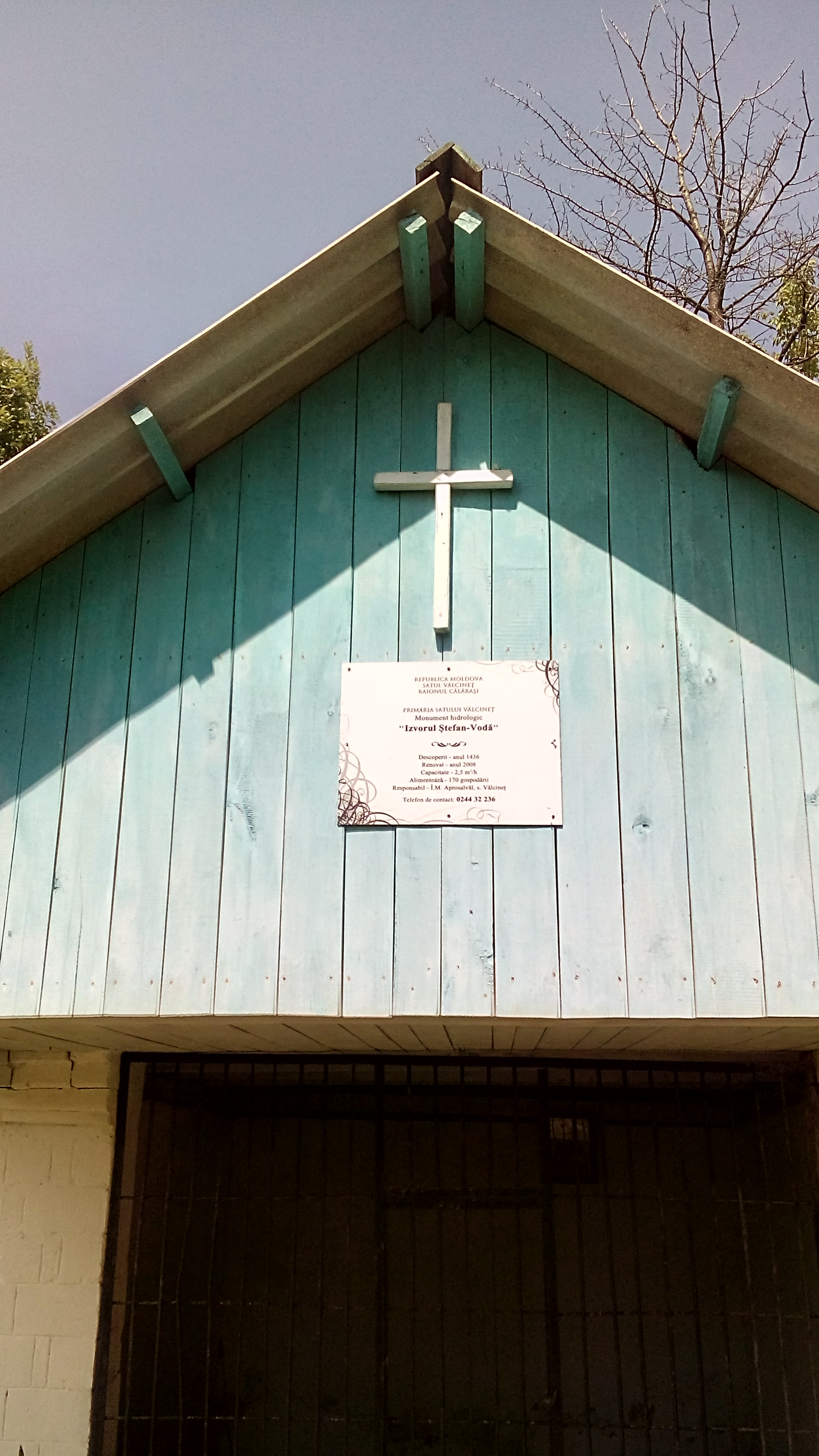
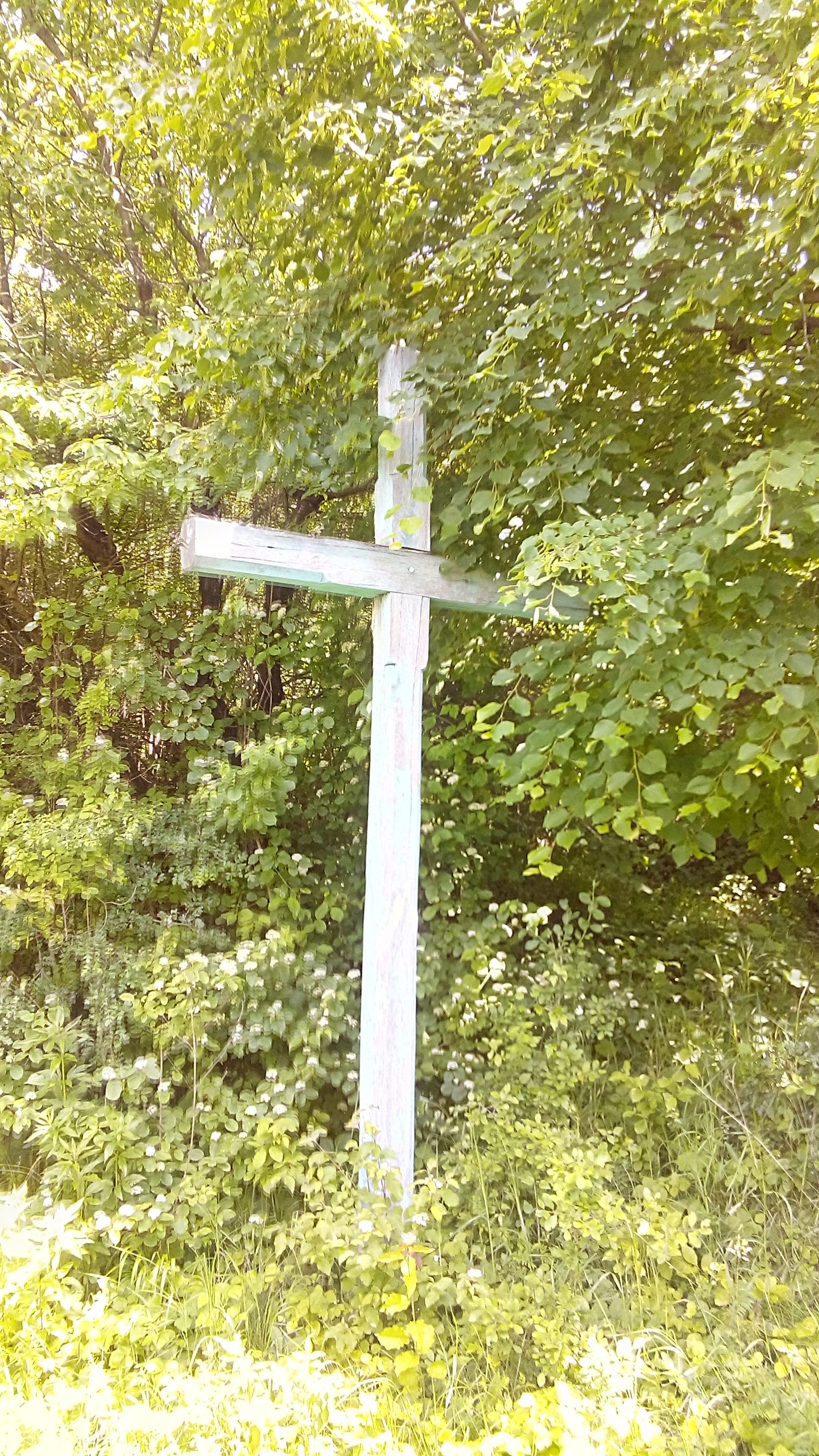
Cruce